# Salvador Dalí
Salvador Dalí, marchese di Púbol, all'anagrafe Salvador Domingo Felipe Jacinto Dalí i Domènech (pron. catalana [səlβəˈðo ðəˈli], spagnola [salβaˈðoɾ ðaˈli]; Figueres, 11 maggio 1904 – Figueres, 23 gennaio 1989), è stato un pittore, scultore, scrittore, fotografo, cineasta, designer, sceneggiatore e mistico spagnolo. Abile pittore e virtuosissimo disegnatore, è celebre principalmente per le immagini suggestive e bizzarre delle sue opere surrealiste e dadaiste. Il suo peculiare tocco fu attribuito all'influenza che ebbero su di lui i maestri del Rinascimento.
Il suo talento artistico trovò espressione in svariati ambiti, tra cui il cinema, la scultura e la fotografia, portandolo a collaborare con artisti di ogni settore; egli stesso faceva risalire il suo amore "per tutto ciò che è dorato ed eccessivo, la mia passione per il lusso e la mia predilezione per gli abiti orientali" ad un'auto-attribuita discendenza araba, sostenendo che i suoi antenati discendessero dai Mori.
Dotato di grande immaginazione e con il vezzo di assumere atteggiamenti stravaganti, irritò coloro che hanno amato la sua arte e infastidì i suoi detrattori, dal momento che i suoi modi eccentrici hanno in alcuni casi catturato l'attenzione più delle sue opere.

## Biografia

### Infanzia e giovinezza

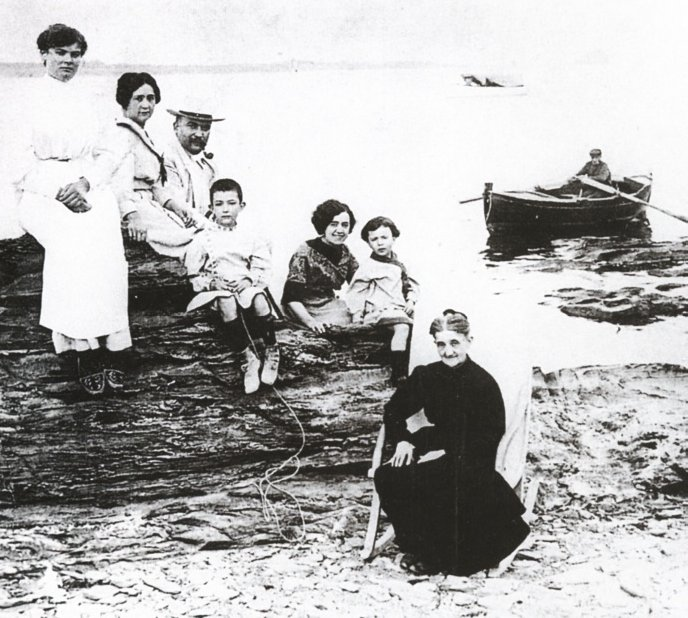
La famiglia Dalì nel 1910: dall'alto a sinistra, la zia Maria Teresa, la madre Felipa, il padre Salvador, Salvador, la zia Caterina, che diverrà la seconda moglie del padre, la sorella Anna Maria e la nonna Maria Ana

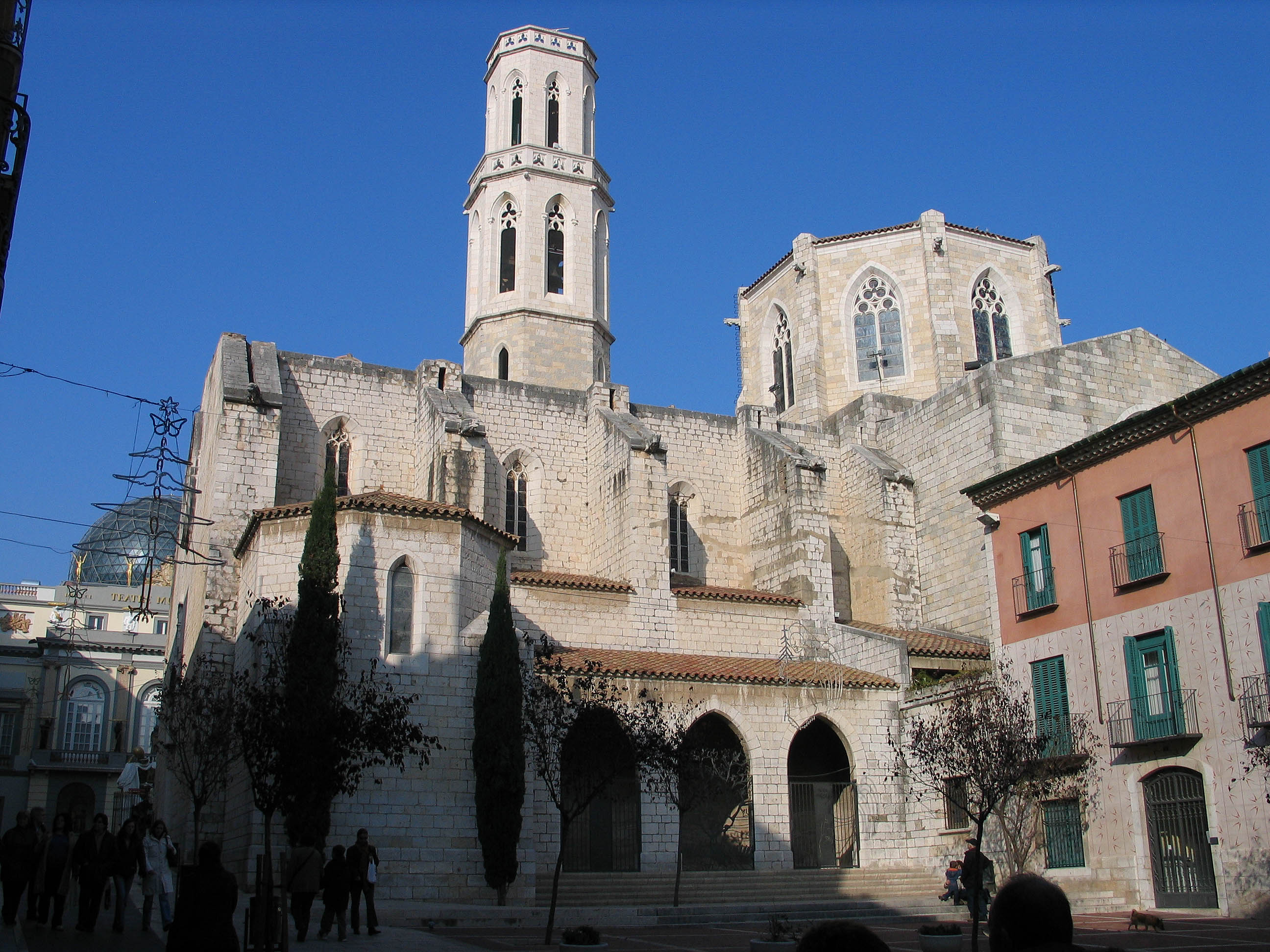
La chiesa di Sant Pere a Figueres, dove Dalí fu battezzato, ricevette la prima comunione e dove si svolse il suo funerale

Salvador Dalí nacque a Figueres, una cittadina della comarca, situata nei pressi del confine francese, nella provincia di Girona (in Catalogna), l'11 maggio del 1904 in una benestante famiglia borghese. Suo fratello maggiore, anch'egli di nome Salvador (nato il 12 ottobre 1901), era morto di meningite nove mesi prima, il 1º agosto del 1903. Il padre, Salvador Rafael Aniceto Dalí i Cusi (1872-1950), fu un avvocato e notaio, affetto da una forte rigidità nell'applicazione della disciplina, temperata dalla moglie, Felipa Domènech i Ferrés (1874-1921), che incoraggiò le aspirazioni artistiche del figlio. All'età di cinque anni, Dalí fu condotto sulla tomba del fratello dai genitori, i quali gli fecero credere di esserne la reincarnazione, delirio del quale si convinse e che poi lo fece quasi impazzire. Di suo fratello Dalí disse: "Ci somigliavamo come due gocce d'acqua, ma rilasciavamo riflessi diversi. Probabilmente lui era una prima versione di me, ma concepito in termini assoluti". Dalì era talmente afflitto dalla morte di suo fratello che alcune notti andava alla tomba a pregare per ore.
Dalí aveva anche una sorella, Ana María (6 gennaio 1908-16 maggio 1989) che nel 1949 pubblicò un libro sul fratello, Dalí visto da sua sorella. Tra i suoi amici d'infanzia vi erano i futuri calciatori del Barcellona Emilio Sagi Liñán, detto Sagi-Barba, e Josep Samitier.
Dalí frequentò una scuola d'arte. Nel 1919 durante una vacanza a Cadaqués con la famiglia di Ramon Pichot, un artista locale che faceva regolarmente viaggi a Parigi, scoprì la pittura moderna. L'anno seguente il padre di Dalí organizzò nella residenza di famiglia una mostra dei suoi disegni a carboncino. La prima vera esposizione pubblica la tenne nel 1919 al Teatro Municipale di Figueres.
Nel febbraio del 1921 la madre di Dalí morì di tumore; Dalí aveva sedici anni. In seguito disse che la morte della madre «è stata la disgrazia più grande che mi sia capitata nella vita. La adoravo... Non potevo rassegnarmi alla perdita di una persona su cui contavo per rendere invisibili le inevitabili imperfezioni della mia anima.» Poco dopo il padre sposò la sorella della moglie morta. Dalí non si risentì per le nuove nozze, perché amava e rispettava molto la zia.

### Madrid e Parigi

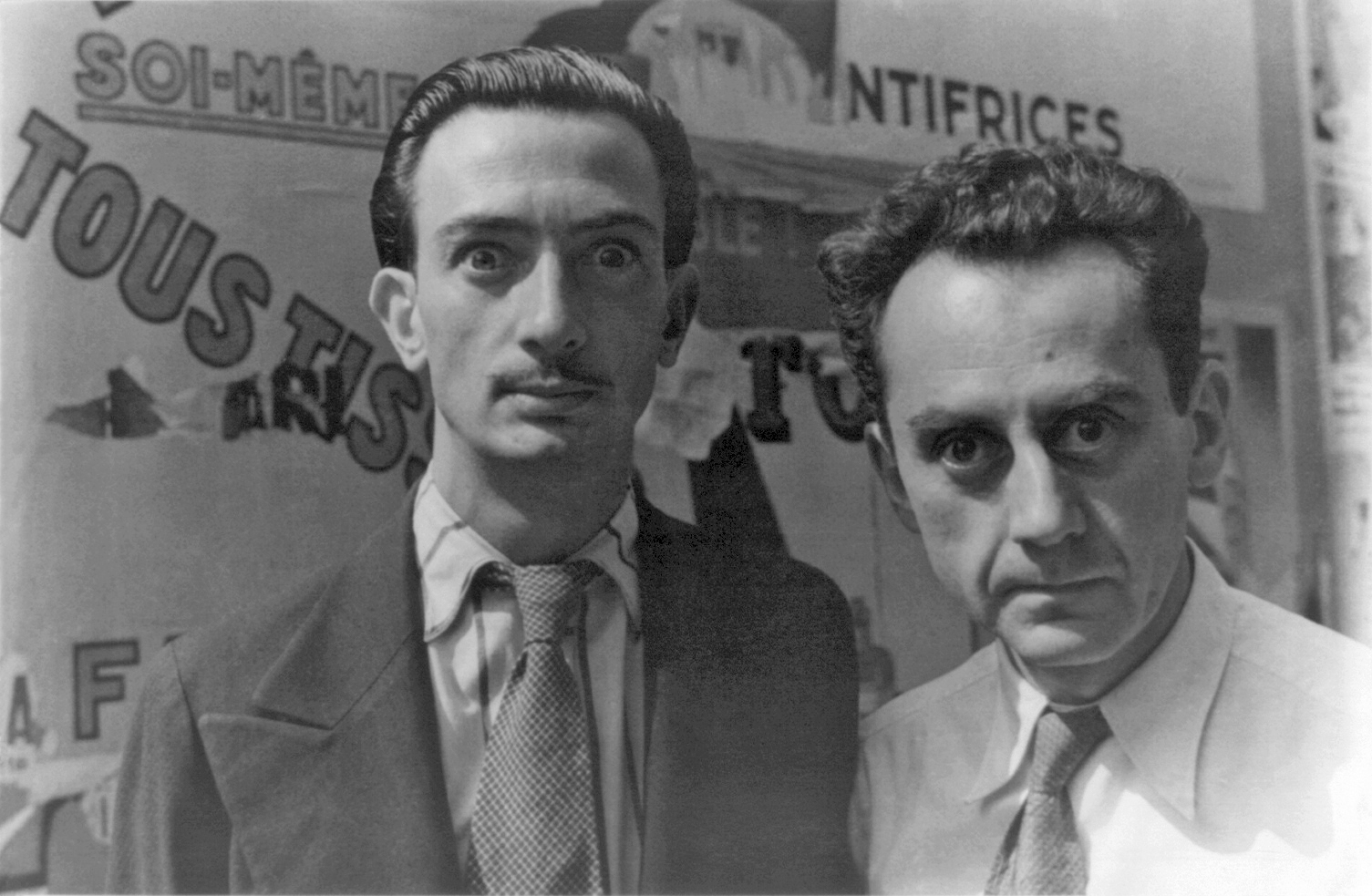
Dalí (a sinistra) e l'amico Man Ray, esponente del dadaismo a Parigi il 16 giugno 1934, fotografati da Carl Van Vechten.

Nel 1922 Dalí andò a vivere nella Residencia de Estudiantes di Madrid e studiò alla Academia de San Fernando (accademia di belle arti). Dalí attirava già interesse su di sé con i suoi modi da eccentrico dandy. Portava i capelli e le basette lunghe, si vestiva con giacche, calze lunghe e calzoni alla zuava come gli esteti britannici della fine del XIX secolo. Erano però i suoi dipinti, nei quali mostrava di accostarsi al cubismo, a guadagnargli l'attenzione dei suoi compagni di corso. Nei suoi primi lavori Dalí probabilmente non aveva ancora compreso pienamente i concetti del movimento cubista, poiché all'epoca a Madrid non esistevano aderenti al movimento, e le uniche informazioni di cui disponeva provenivano da articoli di giornale e da un catalogo datogli da Ramon Pichot.
Nel 1923 Dalì fu accusato d'avere organizzato una protesta all'Accademia di San Fernando, finita con l'intervento della polizia. In seguito fu espulso per un anno e nel 1924 fu arrestato, episodio che lo portò a dipingere Il bambino malato.
Nel 1924 l'ancora sconosciuto Salvador Dalí realizzò per la prima volta illustrazioni per un libro, l'edizione in catalano del poema Les bruixes de Llers del suo amico e compagno di studi Carles Fages de Climent.
Dalí si accostò anche al movimento dadaista, che lo influenzò per tutta la sua vita. Alla Residencia diventò intimo amico di Pepín Bello, di Luis Buñuel e di Federico García Lorca. L'amicizia con García Lorca era un autentico trasporto amoroso reciproco, anche se Dalí respinse vigorosamente gli approcci erotici del poeta.
Nel 1926 Dalí fu espulso dall'Academia poco prima di sostenere gli esami finali, poiché aveva affermato che nessuno nell'istituto era abbastanza competente da esaminare uno come lui. La sua maestria nella pittura era già evidente dal notevole realismo del Cesto di pane, dipinto in quello stesso anno. Sempre in quell'anno visitò per la prima volta Parigi, dove incontrò Pablo Picasso, che ammirava profondamente. Picasso aveva già sentito parlare molto bene di Dalí da Joan Miró. Negli anni successivi, mentre sviluppava un proprio stile, Dalí realizzò diverse opere fortemente influenzate dall'arte di Picasso e di Miró.
Nelle opere di Dalí alcune tendenze, che rimasero costanti nel corso degli anni, erano già evidenti negli anni venti. Egli assorbì influssi da moltissimi stili, dalla pittura classica all'avanguardia più estrema. Nelle sue prime opere ci fu l'impronta di Rafael Barradas. Tra le influenze in stile classico artisti come: Raffaello, Bronzino, Francisco de Zurbarán, Vermeer e Velázquez. Si serviva sia di tecniche classiche che moderne, talvolta impiegandole di volta in volta in opere singole, talvolta usandole tutte nello stesso dipinto. A Barcellona le esposizioni delle sue opere attrassero attenzione e i critici si divisero tra entusiasti e parecchio perplessi.
Dalí si fece crescere vistosi baffi, ispirati a quelli del grande maestro del Seicento spagnolo Diego Velázquez e finirono per diventare un tratto inconfondibile e caratteristico del suo aspetto per il resto della vita.

### Dal 1929 alla fine della Seconda guerra mondiale
Nel 1929 Dalí collaborò con il regista surrealista Luis Buñuel alla realizzazione del cortometraggio Un chien andalou. Il suo contributo principale consistette nell'aiutare Buñuel a scrivere la sceneggiatura, anche se in seguito affermò di aver avuto un ruolo significativo anche nella realizzazione tecnica del progetto, fatto che non trovò riscontro nelle testimonianze dell'epoca. Nell'agosto di quello stesso anno incontrò la sua musa, fonte di ispirazione e futura moglie Gala, il cui vero nome era Elena Ivanovna Diakonova. Era un'espatriata russa di undici anni più grande di lui, allora moglie del poeta surrealista Paul Éluard. In quell'anno Dalí realizzò le sue mostre più importanti, e si unì ufficialmente al gruppo dei surrealisti di Montparnasse. Erano già due anni che il suo lavoro ne era pesantemente influenzato: i surrealisti apprezzavano molto quello che Dalí definì il suo metodo paranoico-critico per esplorare il subconscio e raggiungere un maggior livello di creatività.
Nel frattempo i rapporti tra il pittore e il padre erano vicini alla rottura: Don Salvador Dalí y Cusí disapprovava con forza la storia d'amore tra il figlio e Gala e riteneva che la sua vicinanza ai surrealisti avesse un pessimo effetto sul suo senso morale. Lo strappo definitivo avvenne quando Don Salvador lesse su un quotidiano di Barcellona che a Parigi il figlio aveva appena esposto un disegno del "Sacro Cuore di Gesù Cristo" insieme a una scritta provocatoria.
Indignato, Don Salvador pretese che il figlio smentisse pubblicamente. Dalí rifiutò, forse per timore di essere allontanato dai surrealisti, e il 28 dicembre 1929 fu cacciato a forza dalla casa paterna. Il padre gli disse che intendeva diseredarlo e gli intimò di non mettere mai più piede a Cadaqués. In seguito Dalí sostenne che, in risposta, mise in mano al padre un preservativo contenente il suo sperma dicendogli «Tieni. Ora non ti devo più nulla!». L'estate successiva, Dalí e Gala affittarono un piccolo capanno di pescatori in una baia nei pressi di Port Lligat. In seguito lo acquistò, e nel corso degli anni lo fece ingrandire trasformandolo poco a poco nella sua adorata villa sul mare.

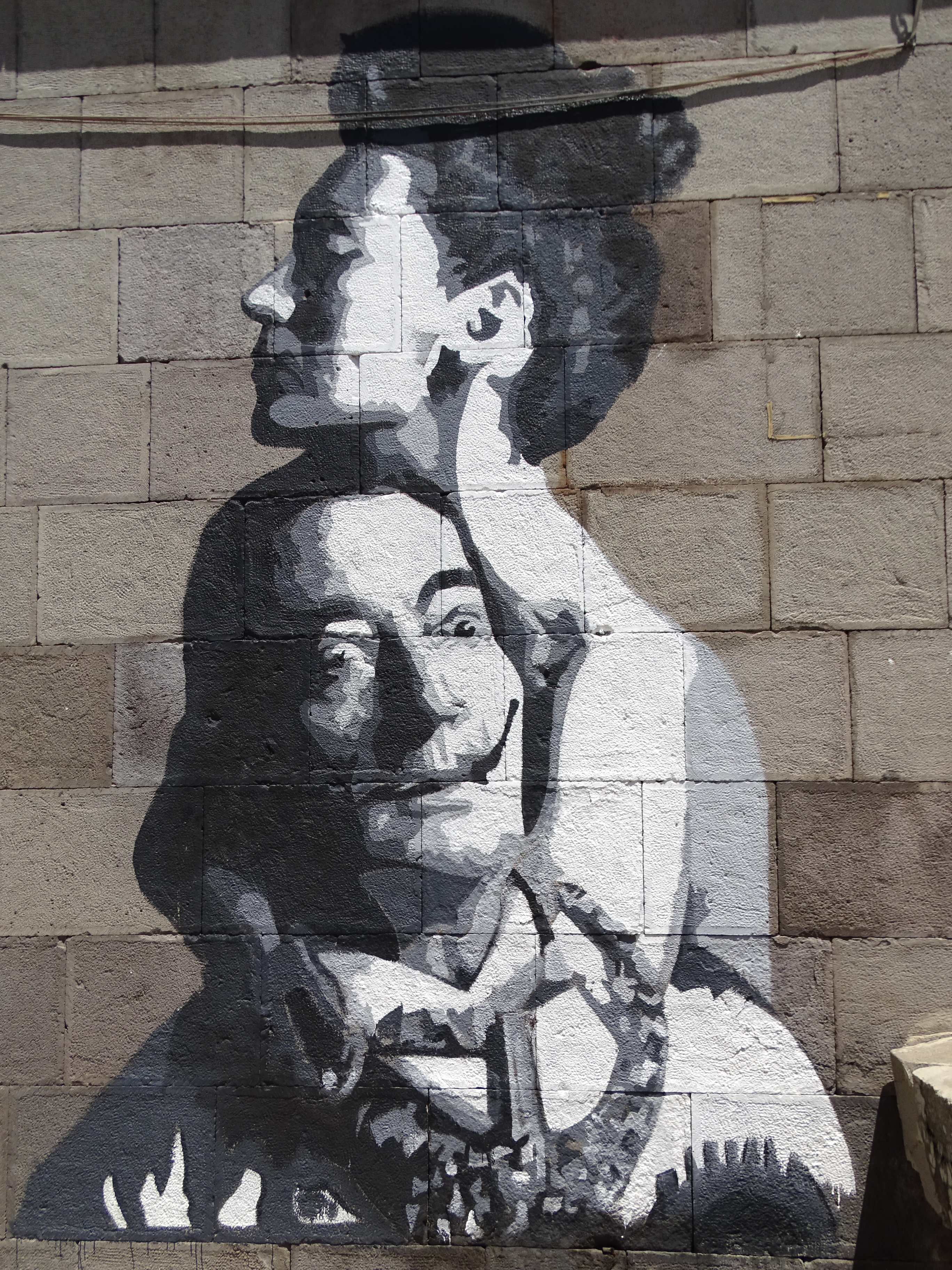
Murales in Armenia rappresentante una celebre foto di Gala e Dalí

Nel 1931 Dalí dipinse una delle sue opere più famose, La persistenza della memoria. È la surrealistica immagine simbolica degli orologi, flosci e sul punto di liquefarsi: gli orologi che si sciolgono rappresentano la memoria, che invecchiando negli anni perde forza e resistenza. Tale idea è sostenuta anche da altre immagini, come l'ampio paesaggio dai confini indefiniti e un altro orologio, raffigurato mentre è divorato dagli insetti.
Dalí e Gala, dopo aver convissuto a partire dal 1929, si sposarono nel 1934 con una cerimonia civile. Nel 1958 si risposarono con rito cattolico. Il matrimonio fu romantico ma aperto e raramente fu sessuale. Gala ebbe infatti diversi amanti e Dalí aveva dei problemi psicologici nei confronti dell'atto sessuale fin da giovane (dopo aver letto un opuscolo riguardante le malattie veneree), ora tendendo all'asessualità e alla sessualità sublimata, ora preferendo autoerotismo, voyeurismo e triolagnia.
Dalí fu presentato negli Stati Uniti nel 1934 dal mercante d'arte Julian Levy. La sua esposizione di New York, che includeva La persistenza della memoria, creò subito scalpore e interesse. L'alta società lo accolse organizzando uno speciale Ballo in onore di Dalí, al quale presenziò portando sul petto una scatola di vetro contenente un reggiseno.
Dalí e Gala parteciparono anche a una festa mascherata a New York, organizzata per loro dall'ereditiera Caresse Crosby. Come costume scelsero di vestirsi come il figlioletto di Lindbergh e il suo rapitore. La conseguente reazione scandalizzata della stampa fu tale che Dalí dovette scusarsi. Quando tornò a Parigi i surrealisti lo rimproverarono d'essersi scusato di un gesto surrealista.

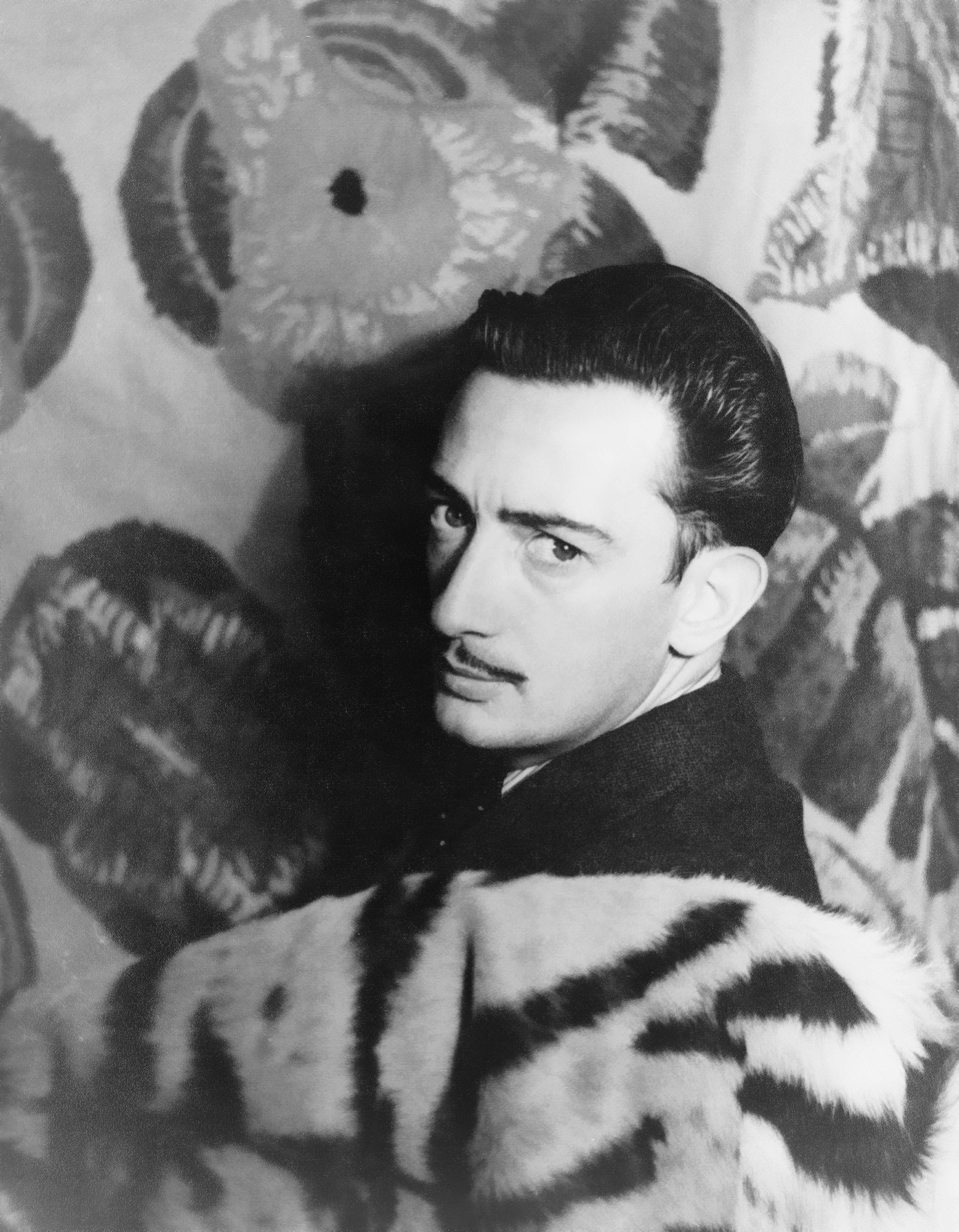
Salvador Dalí nel 1939, fotografato da Carl Van Vechten.

Nel 1936 Dalí partecipò all'Esposizione internazionale surrealista di Londra. Tenne la sua conferenza, intitolata Fantômes paranoïaques authentiques, vestito con tuta e casco da palombaro. Arrivò tenendo in mano una stecca da biliardo e con due levrieri russi al guinzaglio. Si dovette poi togliere il casco da palombaro perché rimasto senza fiato. Commentò: «Ho solo voluto mostrare che mi stavo 'immergendo a fondo' nella mente umana.»
In quel periodo il principale mecenate di Dalí è il ricchissimo Edward James, che lo aiuta ad emergere nel mondo dell'arte acquistando molte sue opere e supportandolo finanziariamente per due anni. I due diventano buoni amici e il ritratto di James viene anche inserito da Dalí nel dipinto Cigni che riflettono elefanti. Artista e mecenate collaborano anche nella realizzazione di due delle più celebri icone del movimento surrealista: il Telefono aragosta e il Divano a forma di labbra di Mae West.

#### Rottura coi surrealisti e crisi mistica
Nel 1939 Breton, che gli rimproverava il mancato impegno politico e un'accusa di criptofascismo, conia per il pittore spagnolo il denigratorio soprannome di Avida Dollars, anagramma di Salvador Dalí che può essere tradotto come bramoso di dollari. Si tratta di un modo per deridere la crescente commercializzazione delle opere di Dalí e la percezione che Dalí stesso abbia cercato di ingrandire la propria figura grazie alla fama e al denaro. Alcuni surrealisti da allora in poi parlano di Dalí solo al passato remoto, come se fosse morto. Il movimento surrealista e alcuni suoi membri (come Ted Joans) continuarono a polemizzare duramente con Dalí fino al momento della sua reale morte e anche oltre.
In Europa scoppia la seconda guerra mondiale e così i Dalí si trasferiscono negli Stati Uniti, dove vivono per otto anni. Dopo il trasferimento Dalí si riavvicina alla pratica del Cattolicesimo. Robert e Nicolas Descharnes hanno scritto «In questo periodo Dalí non ha mai smesso di scrivere.» In effetti l'anno seguente Dalí imposta il canovaccio di un film per Jean Gabin intitolato Ondata d'amore. Nel 1942 pubblica la propria autobiografia, La vita segreta di Salvador Dalí. Scrive i cataloghi delle sue esposizioni, come quella alla Knoedler Gallery di New York del 1943. In quel testo spiega: «Il surrealismo perlomeno sarà servito a fornire la prova sperimentale che la completa sterilità e i tentativi di automatizzazione si sono spinti troppo in là e hanno condotto ad un sistema totalitario [...] La pigrizia dei nostri giorni e la totale mancanza di tecnica hanno raggiunto il loro parossismo nel valore psicologico dell'attuale uso che si fa del collage.» Nel 1944 pubblica anche il romanzo Hidden Faces, la cui protagonista, Solange de Cléda (ispirata a Marie-Laure de Noailles), è posta a emblema del "cledalismo", una perversione di "erotismo sublimato" e non consumato che completerebbe una trilogia con sadismo e masochismo; il romanzo narra anche di un salone di moda per automobili e Edwin Cox, sul Miami Herald ne fa una vignetta che ritrae Dalí mentre veste un'automobile con un abito da sera.
Un frate italiano, Gabriele Maria Berardi, sostenne di aver praticato un esorcismo su Dalí nel 1947 (in quel periodo ossessionato dalla religione e dal "morire senza cielo"), mentre si trovava in Francia. Nel 2005 tra le proprietà del frate è stata trovata una scultura che rappresenta Cristo crocefisso; alcuni sostengono che Dalí l'avrebbe data al religioso in segno di gratitudine e due esperti d'arte spagnoli confermano che ci sono fondate ragioni, analizzando lo stile dell'opera, per poterla attribuire a Dalí. Questa vicenda resta controversa.
Nel 1948 visita il Parco dei mostri di Bomarzo, il quale parco ha evidenti richiami simbolico esoterici. Dalì ripreso dalle telecamere dell'Istituto Luce si mostra in posa davanti ai principali monumenti.

### Gli ultimi anni in Catalogna e la morte
A partire dal 1951 Dalí tornò a vivere nella sua amata Catalogna. La scelta di vivere in Spagna mentre questa era ancora governata da Franco gli attirò critiche da parte dei progressisti e pure da diversi altri artisti. È anche probabile che il diffuso rifiuto delle ultime opere di Dalí da parte di alcuni surrealisti e critici d'arte sia in parte da attribuirsi a ragioni politiche più che a una valutazione artistica delle opere stesse.

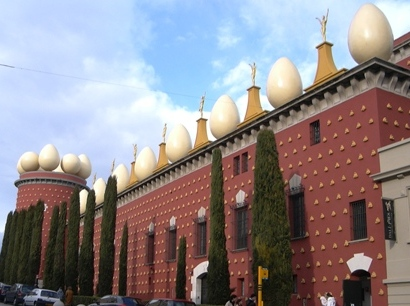
Il Teatro-Museo Dalí a Figueres, dove si trova la sua tomba. Una parte di esso ospitò la residenza dell'artista negli ultimi anni di vita fino alla sua morte.

Nel 1954 è ospite della città di Roma dove organizza uno spettacolo facendo trasportare per le strade della capitale un cubo pitagorico, infine con un ricevimento al Palazzo Pallavicini pronuncia un discorso in latino con cui inaugura così una sua mostra con illustrazione della Divina Commedia.
Nel 1959 André Breton organizza una mostra chiamata Omaggio al surrealismo, fatta per celebrare il quarantesimo anniversario del movimento, che comprende opere di Dalí, Joan Miró, Enrique Tábara e Eugenio Granell. L'anno seguente però, Breton si batté con forza contro l'inserimento della Madonna Sistina di Dalí nell'Esposizione internazionale surrealista di New York.
In questa parte della sua carriera Dalí non si limita ad esprimersi con la pittura, ma sperimenta anche nuove tecniche artistiche e di comunicazione mediatica: realizza opere sviluppando macchie d'inchiostro casuali lanciate sulla tela ed è tra i primi artisti a servirsi di olografie. Molte delle sue opere comprendono illusioni ottiche. Nei suoi ultimi anni, giovani artisti come Andy Warhol definiscono Dalí una delle più importanti influenze sulla Pop art. Dalí si interessa molto anche di scienze naturali e di matematica. Quest'interesse si vede in diversi dei suoi dipinti, specialmente quelli degli anni cinquanta, in cui dipinge i propri soggetti come se fossero composti da corni di rinoceronte. Secondo Dalí il corno di rinoceronte rappresenta la geometria divina perché cresce secondo una spirale logaritmica. Lega il tema del rinoceronte anche a quello della castità e della Vergine Maria. Dalí è affascinato anche dal DNA e dall'ipercubo (un cubo a quattro dimensioni); uno sviluppo dell'ipercubo è ben visibile nel dipinto Crocefissione (Corpus Hypercubus).
Il periodo di Dalí successivo alla seconda guerra mondiale si caratterizza per il suo virtuosismo tecnico e per l'interesse per le illusioni ottiche, la scienza e la religione. La sua devozione per la religione cattolica aumenta e, allo stesso tempo, rimane profondamente impressionato da quanto successo ad Hiroshima e dalla nascita dell'era atomica. Di conseguenza Dalí definisce questo periodo come quello del misticismo nucleare. In dipinti come La Madonna di Port-Lligat (prima versione, 1949) e Corpus Hypercubus (1954) Dalí cerca di sintetizzare l'iconografia cristiana con immagini di disintegrazione materiale ispirate dalla fisica nucleare.
Incontrò più volte papa Pio XII e papa Giovanni XXIII; dopo la proclamazione del dogma dell'assunzione di Maria da parte di papa Pacelli (1950) e l'incontro privato col pontefice nel 1954 (a cui donò la prima versione della Madonna di Port-Lligat), dipinse i due quadri Assunta antiprotonica e Assunta Canaveral (1956); il riferimento dei bizzarri nomi dei quadri sono al luogo dove gli Stati Uniti effettuavano i lanci di missili di prova dal 1949 (Cape Canaveral, dove negli anni '60 sorse il John F. Kennedy Space Center) e a un eccentrico scambio di battute avvenuto tra Dalí e il papa: dopo aver chiesto precisazioni a Pio XII sulle dinamiche dell'assunzione, il pittore concluse che trattavasi del «prodotto di un'esplosione guidata dallo spirito, con protoni e antiprotoni annichilitisi a vicenda, generando una potentissima scarica di energia».

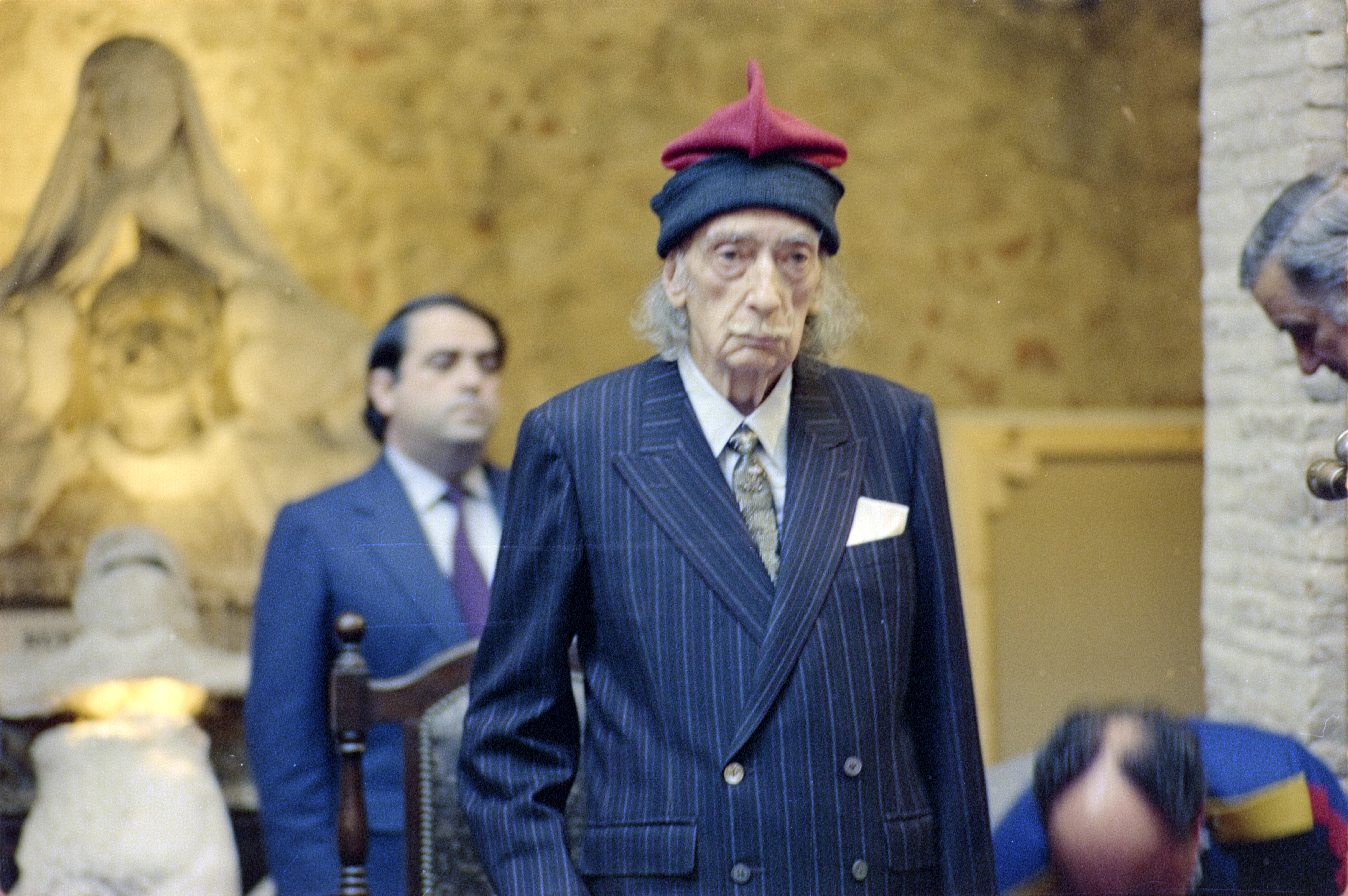
Dalí a 77 anni nel 1981

In seguito celebrò il Concilio Vaticano II e papa Roncalli con Madonna Sistina (Orecchio di papa Giovanni) del 1960.
Nel periodo del Misticismo nucleare si inseriscono anche lavori notevoli come La stazione di Perpignan (1965) e Il torero allucinogeno (1968-70).
Nel 1960 Dalí inizia a lavorare al Teatro-Museo Dalí nella sua cittadina natale di Figueres; si tratta del suo progetto più grande e richiede la maggior parte delle sue energie fino al 1974. Continuò poi a fare altre occasionali aggiunte fino alla metà degli anni ottanta. In questo periodo Dalì si occupa anche di Arte Postale.
Nel 1968 Dalí realizza un filmato pubblicitario per la televisione per conto della cioccolata Lanvin e l'anno successivo disegna il logo dei celebri lecca lecca Chupa Chups. Sempre nel 1969 è responsabile della campagna pubblicitaria dell'Eurofestival e crea una grande scultura metallica che viene posta sul palco del Teatro Real di Madrid dove si svolge la manifestazione canora. Nello stesso anno venne pubblicata a New York un'edizione del celebre romanzo di Lewis Carroll Le avventure di Alice nel Paese delle Meraviglie, con illustrazioni di Dalí.
Nel 1980 la salute di Dalí riceve un colpo durissimo; la moglie Gala, colpita da una forma lieve di demenza senile, probabilmente gli somministra un pericoloso cocktail di medicinali senza che gli fossero prescritti, danneggiandogli il sistema nervoso e provocando la precoce fine delle sue capacità artistiche. All'età di 76 anni Dalí è ridotto a un relitto e la sua mano destra trema in maniera terribile in preda a sintomi molto simili a quelli della malattia di Parkinson. Uno studio ha sostenuto che Dalí avesse sofferto di Parkinson già da vent'anni prima, in forma leggera, e che questo sia visibile in alcuni quadri, e che l'assunzione dei farmaci errati lo abbia fatto peggiorare improvvisamente.
Nel 1982 re Juan Carlos I di Spagna concedette a Dalí il titolo di Marchese di Púbol, che più tardi il pittore ripagò donando al re un disegno (che sarebbe stato anche il suo ultimo) quando il re gli fece visita sul letto di morte.
La moglie Gala morì il 10 giugno 1982. Dopo la sua morte, perse la maggior parte della voglia di vivere. Si lasciò deliberatamente disidratare, forse un tentativo di suicidio. Si trasferì da Figueres al Castello di Púbol, che aveva comprato per Gala e dove lei era morta. Nel 1984, in circostanze non del tutto chiare, scoppiò un incendio nella sua camera da letto. Forse si trattava di un altro tentativo di suicidio di Dalí o forse semplicemente una negligenza del personale. In ogni caso Dalí fu salvato e tornò a Figueres, dove un gruppo di suoi amici, protettori e colleghi artisti ritenevano fosse meglio trascorrere i suoi ultimi anni, nel suo Teatro-museo.

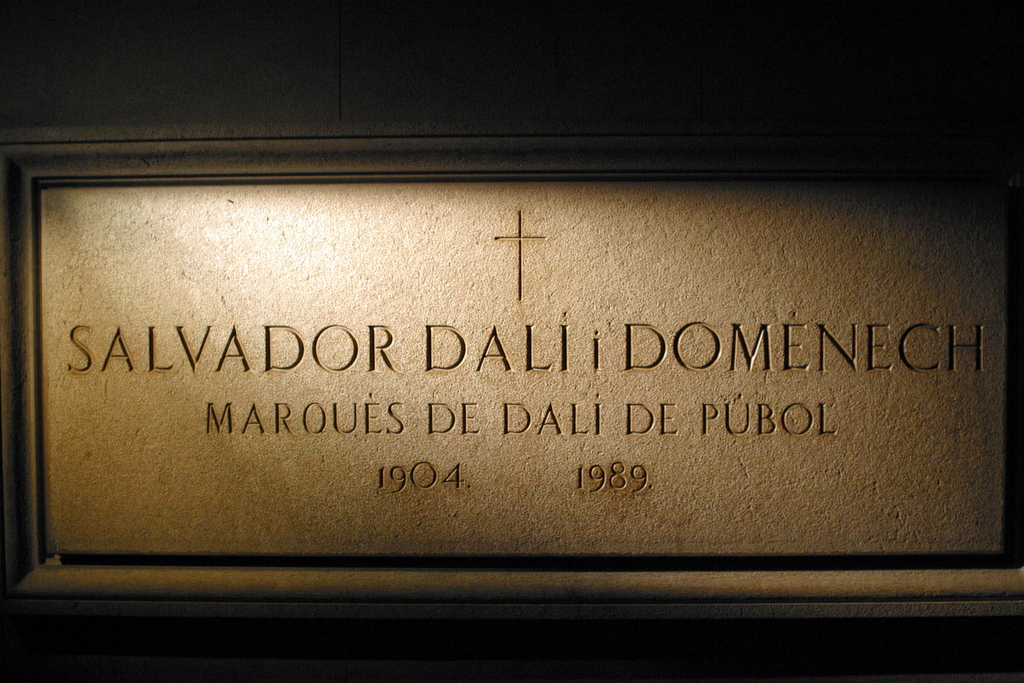
Sepoltura di Dalí nella cripta del museo di Figueres

Alcune voci sostengono che Dalí sia stato forzato dai suoi tutori a firmare tele vuote, usate anche dopo la sua morte, per produrre falsi. Il risultato fu che i mercanti d'arte tendono a diffidare delle opere attribuite a Dalí e risalenti all'ultimo periodo.
Nel novembre 1988 Dalí fu ricoverato in ospedale per un attacco di cuore e il 5 dicembre ricevette la visita di re Juan Carlos che rivelò di essere sempre stato un suo grande ammiratore.
Il 23 gennaio 1989, mentre ascoltava il suo dramma musicale preferito, Tristano e Isotta di Wagner, morì per un altro attacco di cuore. Aveva 84 anni. Fu sepolto all'interno del suo Teatro-Museo di Figueres, dall'altro lato della strada rispetto alla chiesa in cui era stato battezzato e dove si svolse il suo funerale, e solo a tre isolati dalla casa in cui era nato.
Nel 2017 il corpo di Dalí fu riesumato brevemente per un test del DNA poiché una donna, Pilar Abel Martínez, figlia di una cameriera, sostenne di esserne la figlia biologica; tuttavia il test ha dato esito negativo nel 2018.

## Il simbolismo
Nel suo lavoro Dalí si è ampiamente servito del simbolismo. Ad esempio, il simbolo caratteristico degli "orologi molli" apparso per la prima volta in La persistenza della memoria si riferisce alla teoria di Einstein che il tempo è relativo e non qualcosa di fisso. L'idea di servirsi degli orologi in questo modo venne a Dalí mentre in una calda giornata d'agosto osservò un pezzo di formaggio Camembert che si scioglieva e gocciolava.
Quella dell'elefante è un'altra delle immagini ricorrenti nelle opere di Dalí. Comparve per la prima volta nell'opera del 1937 Cigni che riflettono elefanti. L'elefante, ispirato al piedistallo di una scultura di Gian Lorenzo Bernini che si trova a Roma e rappresenta un elefante che trasporta un antico obelisco, viene ritratto con le lunghe gambe del desiderio, con molte giunture e quasi invisibili e con un obelisco sulla schiena.
Grazie all'incongrua associazione con le zampe sottili e fragili, questi goffi animali, noti anche per essere un tipico simbolo fallico a causa della loro proboscide, creano un senso di irrealtà. L'elefante rappresenta la distorsione dello spazio ha spiegato una volta Dalí, le zampe lunghe ed esili contrastano l'idea dell'assenza di peso con la struttura. «Dipingo immagini che mi riempiono di gioia, che creo con assoluta naturalezza, senza la minima preoccupazione per l'estetica, faccio cose che mi ispirano un'emozione profonda e tento di dipingerle con onestà.»
L'uovo è un'altra delle immagini tipiche di cui si serviva Dalí. Associa all'uovo il periodo prenatale e intrauterino, usandolo per simboleggiare la speranza e l'amore; l'uovo compare ad esempio in Il grande masturbatore e in La metamorfosi di Narciso. Nelle sue opere compaiono inoltre varie specie animali: le formiche rappresentano la morte, la decadenza e uno smisurato desiderio sessuale; la chiocciola è in stretta connessione con la testa umana (la prima volta che incontrò Sigmund Freud Dalí aveva visto una chiocciola su una bicicletta appoggiata fuori dalla sua casa), mentre le locuste sono per lui un simbolo di distruzione e paura.

## Interessi e attività al di fuori della pittura

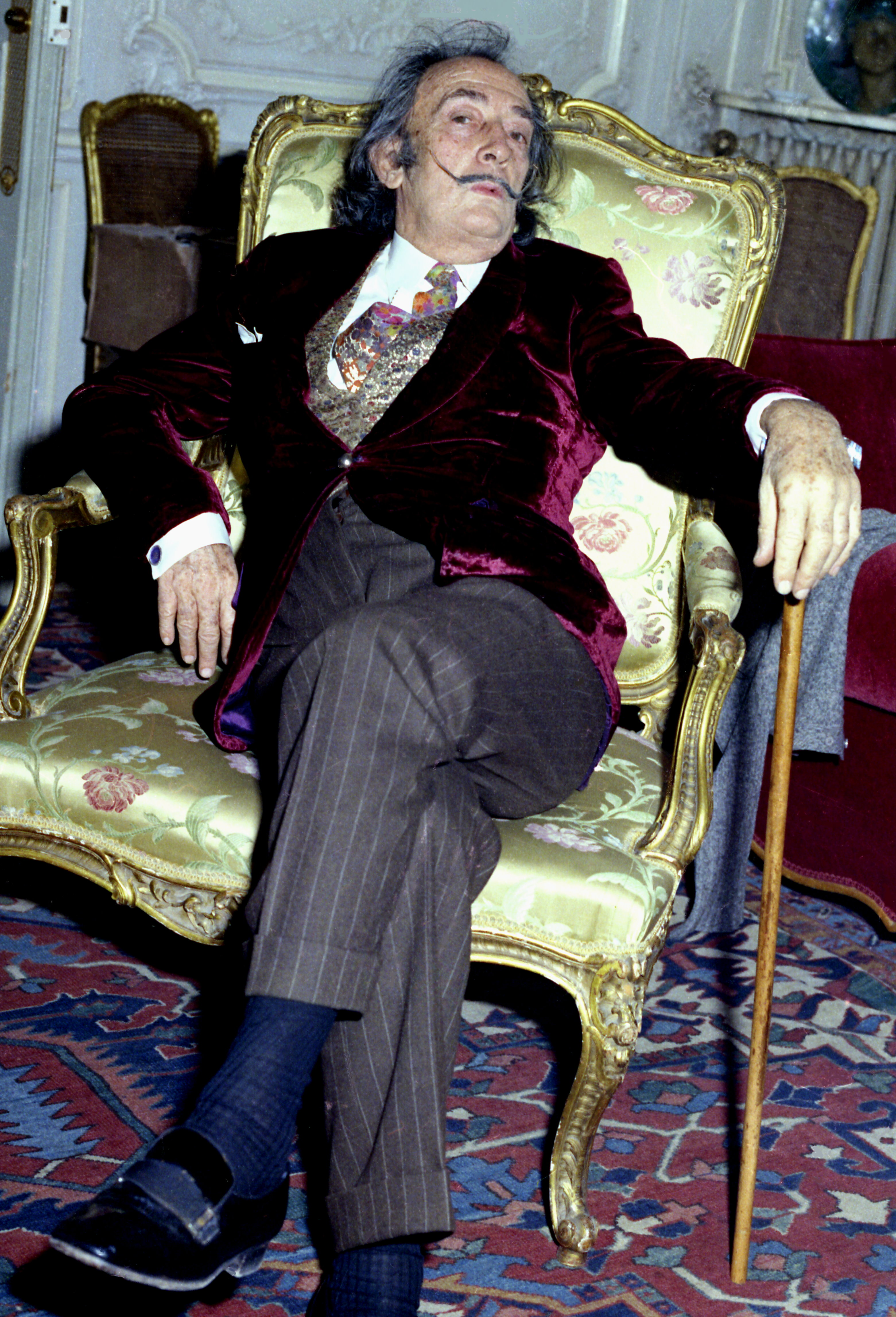
Dalí in poltrona nel 1972

Dalí fu un artista molto versatile. Alcune delle sue opere più celebri sono sculture o altro tipo di installazioni e si distinse anche per i suoi contributi al teatro, alla moda, alla fotografia e altre discipline.

### Arredamento e gioielleria
Due degli oggetti più famosi lasciatici dal movimento surrealista sono il Telefono aragosta e il Divano - labbra di Mae West, realizzati da Dalí nel 1936 e 1937 rispettivamente. Entrambe le opere gli furono commissionate dall'artista surrealista e mecenate Edward James: James aveva ereditato una vasta proprietà in Inghilterra, a West Dean nel West Sussex, quando aveva 5 anni e negli anni trenta era diventato uno dei principali sostenitori del movimento surrealista.

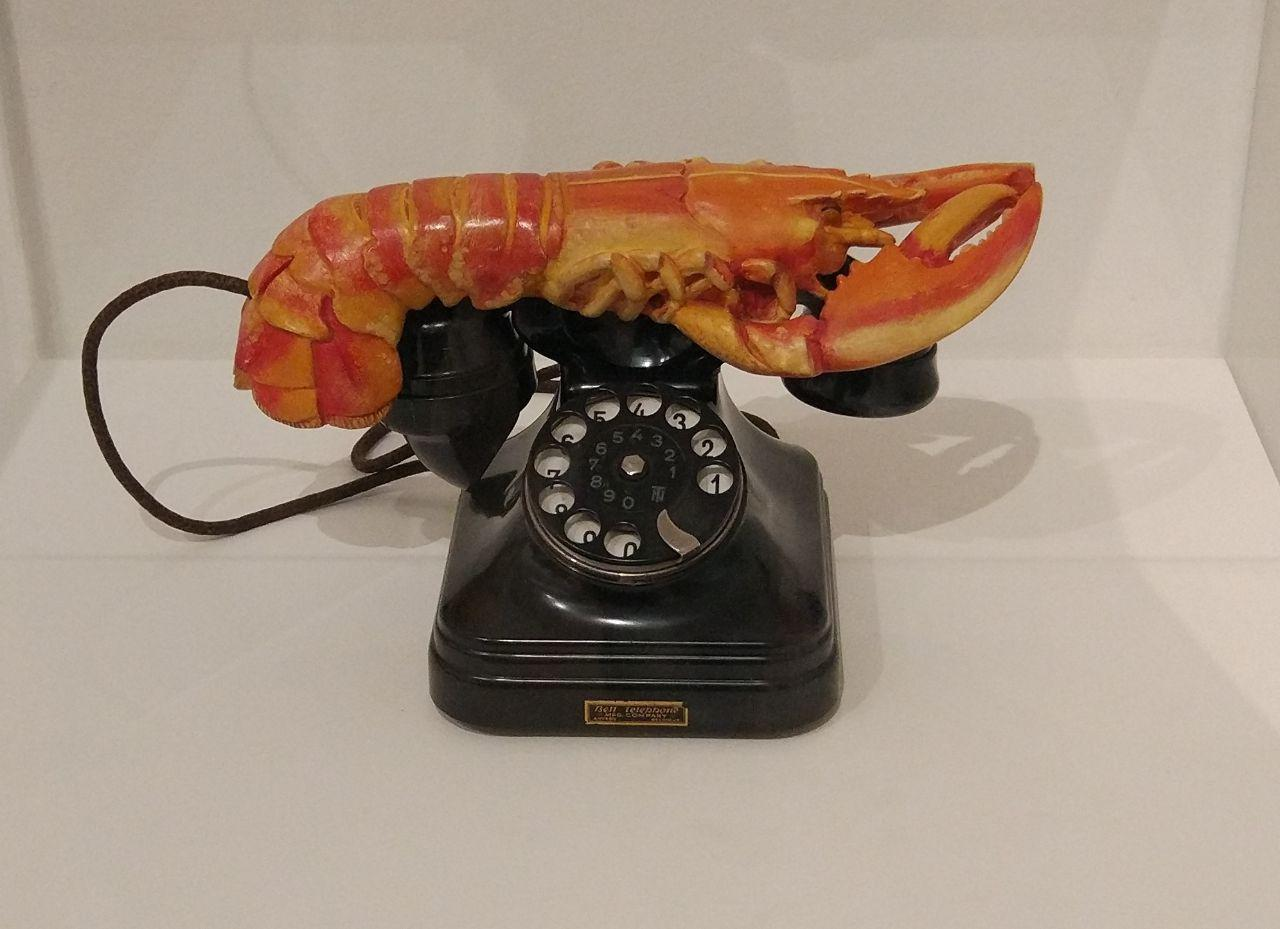
Telefono aragosta

La descrizione del Telefono aragosta in esposizione alla Tate Gallery riporta che secondo Dalí le aragoste e i telefoni avevano entrambi una forte connotazione sessuale ed egli individuò una stretta analogia tra il cibo e il sesso Il telefono era perfettamente funzionante e James ne acquistò quattro da Dalí per sostituire gli apparecchi di casa sua. Uno di questi è attualmente esposto alla Tate Gallery di Londra, il secondo si trova al Museo tedesco del telefono di Francoforte, il terzo appartiene alla Fondazione Edward James, mentre il quarto si trova esposto alla National Gallery of Australia. Questi telefoni avevano la base nera e la cornetta (aragosta) colorata, ma, insieme ad essi, l'artista ordinò alla ditta incaricata sei telefoni-aragosta di colore bianco (White Aphrodisiac Telephone). Questi ultimi ora si trovano nei seguenti musei: Boijmans Van Beuningen Museum (Rotterdam), Salvador Dalì Museum (Saint Petersburg, Florida), Museo Berardo (Lisbona), Edward James Foundation (Chichester), Minneapolis Institute of Art (Minneapolis), Johannesburg Art Gallery (Johannesburg).
Il Divano - labbra di Mae West, realizzato in legno e raso, riprende la forma delle labbra della celebre attrice, da cui Dalí sembrava essere affascinato. La West già in precedenza era stata il soggetto di un'opera del pittore catalano, ovvero Il volto di Mae West del 1935. Attualmente il Divano - labbra di Mae West si trova al Brighton and Hove Museum in Inghilterra.
Tra il 1941 e il 1970 Dalí creò una collezione di 39 gioielli. Sono pezzi particolarmente complessi e alcuni di essi hanno delle parti mobili. Il più famoso di questi, Il cuore reale è realizzato in oro, ha 46 rubini, 42 diamanti e 4 smeraldi incastonati ed è fatto in modo che il centro del gioiello batta come fosse un vero cuore. Dalí disse che «Senza un pubblico, senza la presenza di spettatori, questi gioielli non compirebbero appieno la funzione per cui sono stati realizzati. Chi li guarda è, di conseguenza, il vero artista.» I gioielli di Dalí sono esposti permanentemente al Teatro-Museo Dalí di Figueres, in Catalogna.

### Teatro
Per il teatro, nel 1927 Dalí realizzò la scenografia per la rappresentazione della commedia romantica di García Lorca Mariana Pineda. Nel 1939 per la messa in scena di Baccanale, un balletto realizzato sulle note dell'opera Tannhäuser di Richard Wagner (1845), Dalí creò sia le scene che il libretto dello spettacolo. Al lavoro per Baccanale seguirono la realizzazione delle scene per Labirinto del 1941 e per Il cappello a tre punte del 1949.

### Cinema

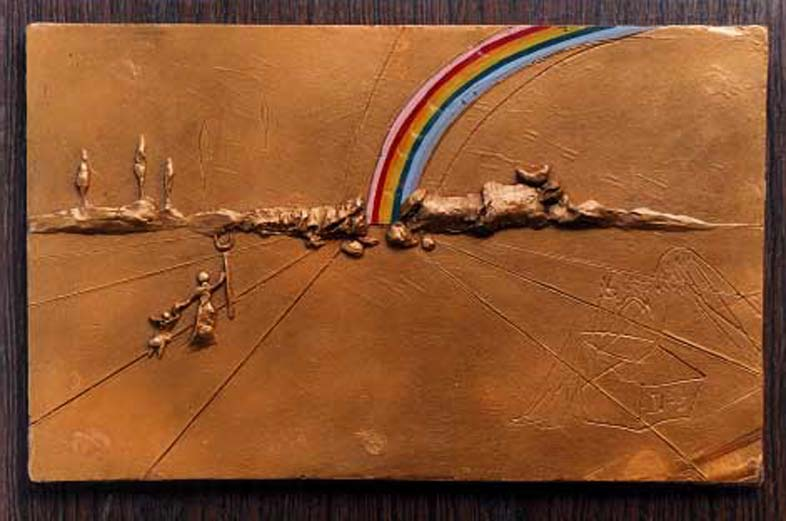
The Rainbow (1972), Centro M.T. Abraham per le arti visuali.

Fin dalla giovinezza Dalí manifestò un vivo interesse per la cinematografia, e si recava al cinema quasi tutte le domeniche. Visse sia l'epoca del muto che il periodo in cui i film iniziarono a diventare molto popolari. Credeva che il cinema avesse due dimensioni diverse: "le cose in sé", ovvero i fatti che sono ritratti dalla macchina da presa e "l'immaginazione fotografica", ovvero il modo in cui la macchina da presa trasforma le immagini in maniera creativa e fantasiosa. Fu coautore del film surrealista di Luis Buñuel Un chien andalou, un cortometraggio di 17 minuti rimasto celebre per la sua particolare scena d'apertura in cui si vede un occhio umano squarciato con un rasoio (in realtà l'occhio era di un vitello morto, anche se il montaggio fa credere che appartenga alla donna a cui il regista stesso sta tenendo l'occhio sinistro ben aperto con la forza, dopo aver affilato un rasoio). Questo è in effetti il film per cui Dalí è rimasto celebre nella scena della cinematografia indipendente. Un Chien Andalou è un buon esempio del modo in cui Dalí riportava nel mondo reale il suo immaginario simile a quello dei sogni; le immagini cambiano all'improvviso e le scene si interrompono conducendo lo spettatore in una direzione completamente diversa da quella che stava seguendo solo un momento prima.
Il secondo film prodotto insieme a Buñuel si intitola L'âge d'or e venne girato nel 1930 a Parigi nello Studio 28. Il film fu messo al bando per anni dopo che "fascisti e gruppi di antisemiti fecero irruzione violentemente nella sala parigina dove era proiettato lanciando bombette puzzolenti e inchiostro". Entrambi i film ebbero un grosso impatto sul movimento surrealista che si muoveva nel cinema indipendente. Il critico Robert Short ha scritto: «Se "Un chien andalou" si pone come la massima rappresentazione delle incursioni del surrealismo nel regno dell'inconscio, allora "L'âge d'or" è forse la più incisiva e implacabile espressione del suo intento rivoluzionario.» L'amicizia fra Dalí e Buñuel si ruppe dopo il 1939; dopo la vittoria di Francisco Franco il regista emigrò negli Stati Uniti, dove il pittore lo raggiunse nel 1940. Buñuel trovò lavoro al Museum of Modern Art e si occupò della direzione del doppiaggio in spagnolo di film americani, ma venne però presto licenziato dal Museo a causa di un articolo scritto proprio da Salvador Dalí, nel quale l'artista lo definiva ateo (come in effetti era), in quanto era un'epoca in cui gli atei non erano particolarmente ben visti negli USA, poiché associati al comunismo.
Dalí lavorò anche con celebri cineasti, come ad esempio il regista Alfred Hitchcock. La più conosciuta delle sue realizzazioni è forse la sequenza del sogno di Io ti salverò (1945), film che affronta il tema della psicanalisi. Hitchcock aveva bisogno di scene oniriche che comunicassero l'idea che un'esperienza repressa possa scatenare una nevrosi e sapeva che il lavoro di Dalí poteva aiutarlo a creare l'atmosfera desiderata.
Si impegnò nella realizzazione di un documentario intitolato Caos e creazione, ricco di riferimenti utili a comprendere quale fosse il vero modo di intendere l'arte di Dalí.

### La collaborazione con Walt Disney
Collaborò anche alla produzione di un cartone animato della Disney, Destino. Il film, completato solo nel 2003 da Baker Bloodworth e Roy Disney, contiene immagini surreali di vari personaggi che volano, camminano e danzano. È ispirato all'omonima canzone del cantautore messicano Armando Domínguez. Nel 1945 Disney assunse Dalí per aiutarlo nella produzione e il lavoro continuò per otto mesi fino al 1946. Continuarono a realizzare animazioni finché non furono costretti ad interrompere il lavoro quando, finita la guerra, ci furono delle tensioni nell'economia. Il film non fu completato ma venne ugualmente presentato in diversi festival cinematografici: riscosse un enorme successo, venendo anche candidato ai premi Oscar. Il cortometraggio della durata di 6:32 minuti rappresenta un personaggio disneyano con le fattezze di una principessa, che interagisce con scene e figure surreali tipiche dell'opera di Dalí.

### Altri lavori cinematografici
Nel corso della sua vita l'artista portò a termine un solo altro film, Impresiones de Mongolia Superior (1975), che racconta la storia di una spedizione organizzata per cercare degli strani ed enormi funghi allucinogeni.

### Moda e fotografia
Salvador Dalí fu attivo anche nel mondo della moda e in quello della fotografia. Nell'ambito della moda è nota la sua collaborazione con la stilista italiana Elsa Schiaparelli, quando l'artista fu ingaggiato dalla Schiaparelli per realizzare un abito bianco sul quale era raffigurata a stampa un'aragosta. Tra gli altri modelli che Dalí fece su sua commissione si ricordano un cappello a forma di scarpa e una cintura rosa con la fibbia a forma di labbra. Curò anche il design di alcuni tessuti e bottiglie di profumo. Nel 1950, insieme a Christian Dior creò un singolare abito per l'anno 2045. Tra i fotografi con cui collaborò si ricordano: Man Ray, Brassaï, Cecil Beaton e Philippe Halsman.

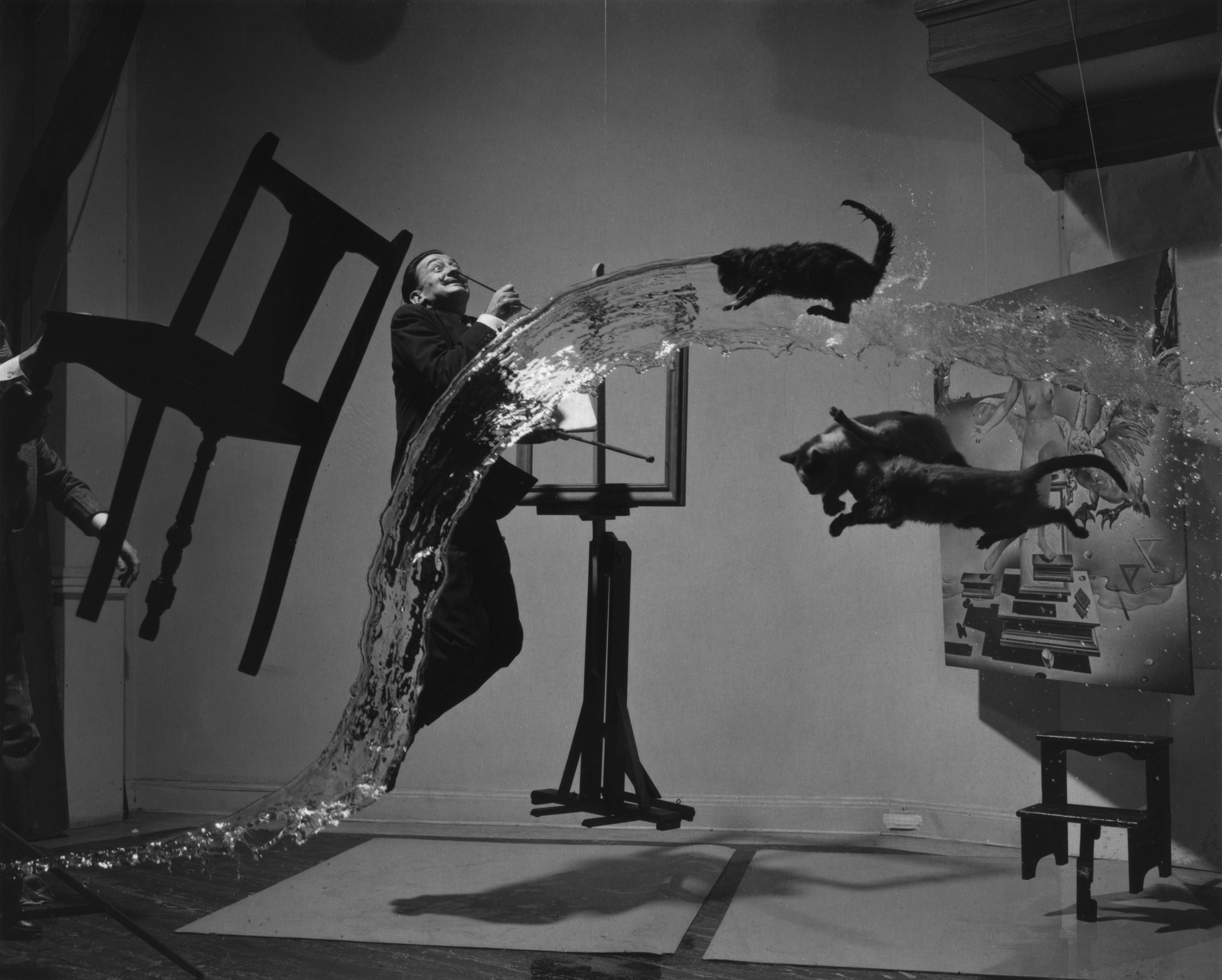
Fotografia della serie Il Dalí Atomico di Philippe Halsman (1948).

Con Man Ray e Brassaï Dalí scattò foto della natura, mentre con gli altri si addentrò in una serie di soggetti piuttosto oscuri tra cui la serie Dalí Atomico (Dalí Atomicus), realizzata nel 1948 insieme ad Halsman, ed ispirata al suo dipinto Leda Atomica, che in una fotografia ritrae il cavalletto di un pittore, tre gatti, una secchiata d'acqua e Dalí che volteggia nell'aria.

### Scienza
Per quanto riguarda il mondo della scienza, Dalí rimase affascinato dal cambiamento dei modelli di riferimento che nel corso del XX secolo accompagnarono la nascita della meccanica quantistica e nel 1958, ispirato dal principio di indeterminazione di Heisenberg, scrisse il suo Manifesto Antimaterico: «Durante il periodo surrealista volevo creare l'iconografia del mondo interiore e del mondo del meraviglioso concepiti da mio padre Freud. Oggi, invece, il mondo esteriore e quello della fisica hanno superato quello della psicologia. Oggi mio padre è il Dottor Heisenberg.»
In accordo con queste nuove convinzioni l'artista dipinse La disintegrazione della persistenza della memoria, opera del 1954, con cui riprende La persistenza della memoria ma la rappresenta mentre va in frantumi e si scompone in tasselli, riassumendo chiaramente il suo riconoscimento delle nuove frontiere della scienza.

### Altro
In architettura Dalí si dedicò alla costruzione della sua casa di Port Lligat, nei pressi di Cadaqués e del padiglione surrealista chiamato Sogno di Venere per l'Esposizione universale del 1939, che comprendeva molte stravaganti statue e sculture. Tra le sue opere letterarie si ricordano La vita segreta di Salvador Dalí (1942), Diario di un genio (1952-1963) e Oui: la rivoluzione critica-paranoide (1927-1933).
Fu molto attivo nelle arti grafiche, realizzando molte incisioni e litografie. Mentre però le sue prime stampe erano di qualità paragonabile a quella dei dipinti, con il passar del tempo decise di vendere solo i diritti delle immagini e di non essere personalmente coinvolto nella realizzazione tecnica. Inoltre, negli anni ottanta e novanta furono prodotti un congruo numero di falsi e di opere non autorizzate, che contribuirono a rendere piuttosto insidioso il mercato delle stampe firmate Dalí.
In campo musicale, Dalí fu ammaliato dallo stile surrealista del cantante rock Alice Cooper al punto da creargli, come segno di apprezzamento per la sua vena creativa, un microfono molto particolare: una scultura che riproduceva le fattezze della Venere di Milo.

#### Amanda Lear

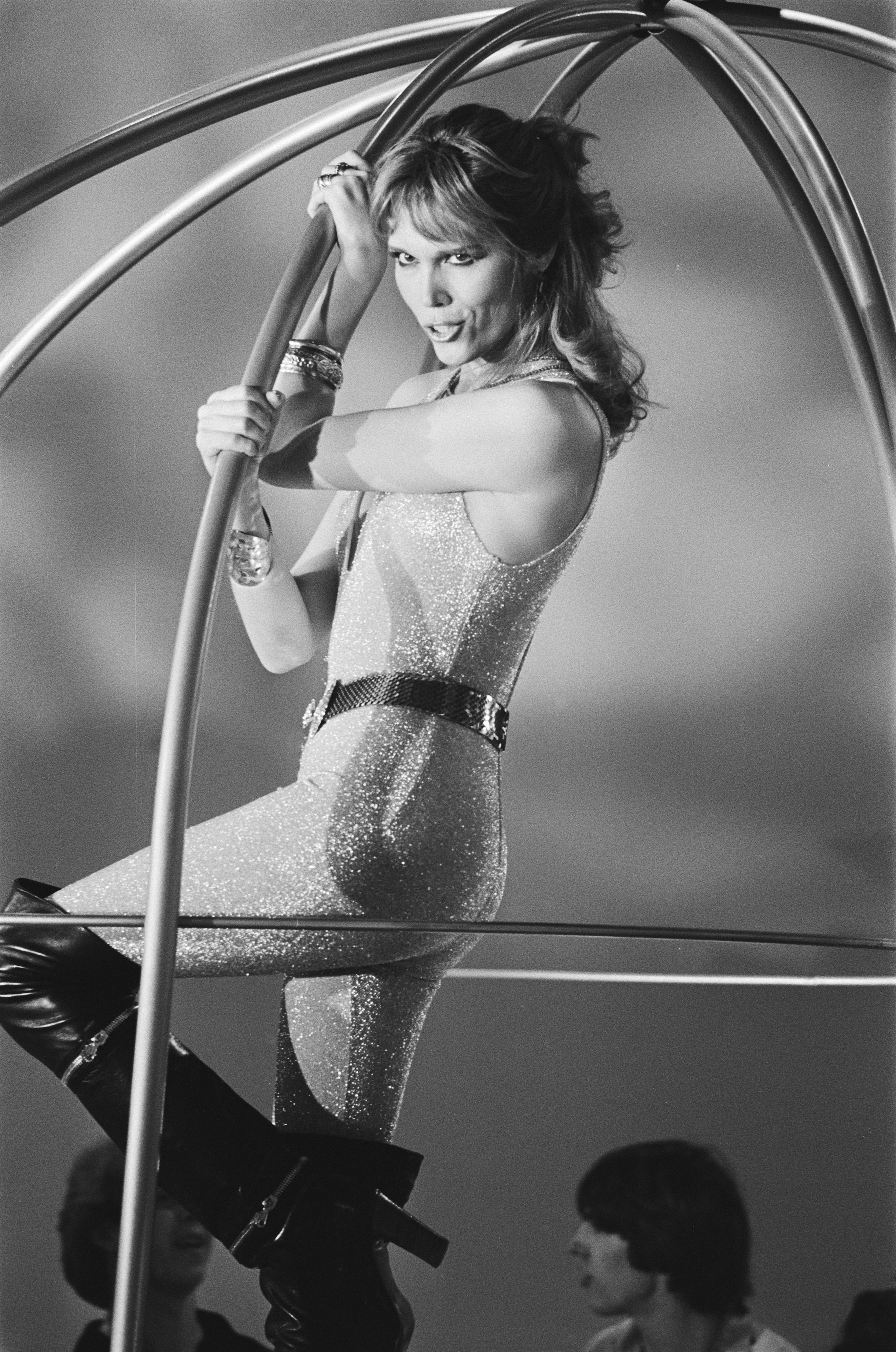
Amanda Lear nel 1978

Nel 1965 in un locale notturno francese Dalí incontrò Amanda Tapp, nota in seguito come Amanda Lear, un'indossatrice francese di origine britannica. Lear diventò una sua pupilla e la sua musa che in seguito scrisse della loro relazione nella sua biografia autorizzata La mia vita con Dalí (1986).
Colpito dai modi mascolini e sopra le righe della Lear, Dalí ne guidò e supervisionò il passaggio dal mondo della moda a quello della musica, consigliandola sul modo di presentarsi e aiutandola a diffondere strane dicerie sulla sua origine. Secondo la Lear lei e Dalí era come se fossero uniti da una sorta di Matrimonio spirituale, e fu lui ad avere l'idea di giocare a fini pubblicitari con le voci che la volevano essere una donna transgender.. Alcuni, parlandone come del Frankenstein di Dalí, ritengono che anche il nome della Lear fosse un gioco di parole basato sul francese L'Amant Dalí, L'amante di Dalí. La Lear aveva preso il posto di una precedente musa-allieva, Isabelle Collin Dufresne (in arte Ultra Violet), che aveva lasciato Dalí per unirsi alla Factory di Andy Warhol.
Questa relazione durò circa 15 anni.

## Posizioni politiche e personalità
(Salvador Dalí)

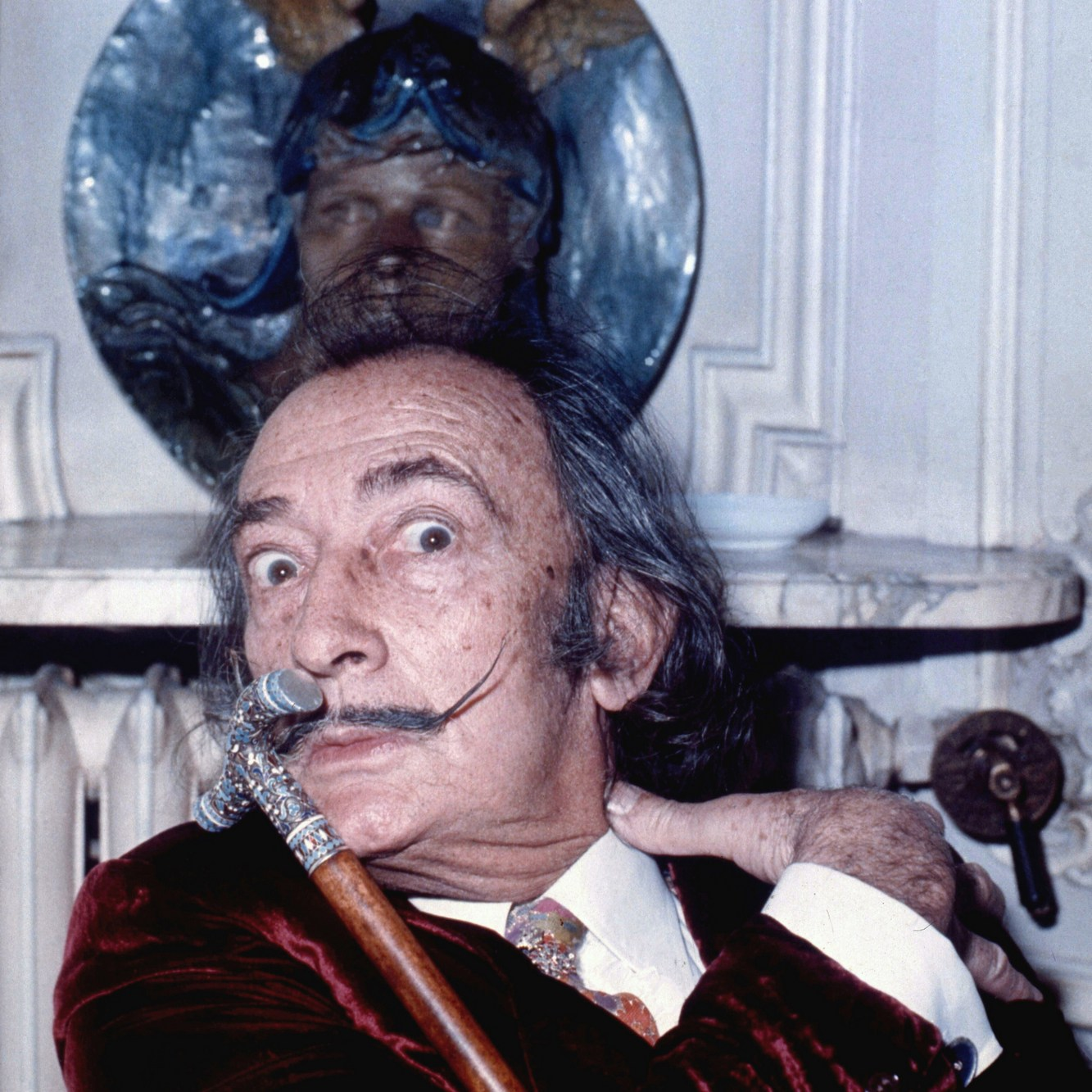
Dalí ritratto da Allan Warren

Le idee politiche di Salvador Dalí hanno ricoperto un ruolo significativo nella sua affermazione come artista. È stato identificato dai suoi critici come un "fascista" e da molti come un sostenitore ideologico del regime autoritario di Francisco Franco, sulla base delle stesse dichiarazioni di Dalí a partire dal secondo dopoguerra. Col franchismo ebbe un rapporto probabilmente di convenienza, non privo di atteggiamenti segretamente beffardi. 
(Salvador Dalí)
André Breton, il leader del movimento surrealista, si sforzò in ogni modo per mantenere il suo nome distinto da quello degli altri surrealisti. Tali schematismi possono fuorviare la ricostruzione dei fatti. È certo che Dalí non fu mai un antisemita, fu amico del celebre architetto e designer Paul László, di origine ebraica. Manifestò anche una profonda ammirazione nei confronti di Freud (quando ebbe modo di incontrarlo) e di Einstein, entrambi ebrei, e tutto questo si può dedurlo nei suoi scritti. Il surrealismo era considerato dal nazismo come arte degenerata, anche se i quadri di Dalí non furono mai inclusi in tali cataloghi. Mentre la maggior parte dei surrealisti assunse posizioni di sinistra, Dalí si mantenne ambivalente su quello che riteneva un giusto rapporto tra politica e arte. André Breton lo accusò di difendere il nuovo e l'irrazionale del fenomeno Hitler, ma Dalí respinse tali affermazioni dicendo: «Non sono un seguace di Hitler né nei fatti né nelle intenzioni.» Al dittatore della Germania ispirò tre dipinti: L'enigma di Hitler (1939), Metamorfosi di Hitler in un paesaggio al chiaro di luna (1958) e Hitler si masturba (1973). Molti critici descrissero il pittore come avaro, violento, ambiguo e narcisista. Riguardo al fascismo in genere egli disse:
Dalí insistette sul concetto che il surrealismo può esistere anche in un contesto apolitico e si rifiutò di condannare esplicitamente il fascismo, uno dei fattori che creò dei problemi con i suoi colleghi. Più tardi, sempre nel 1934, Dalí fu sottoposto a un "processo" a seguito del quale fu formalmente espulso dal gruppo dei surrealisti. Come reazione Dalí dichiarò: «Il surrealismo sono io.» Al trotskista Breton, Dalí rispose anche «non sono né stalinista, né hitleriano... sono dalinista!» Riguardo alla personalità di Dalí, George Orwell in un saggio scrisse:
(George Orwell, Notes on Dalí)
Durante la gioventù Dalí fu in periodi diversi, sia anarchico che comunista e anticlericale. Nei suoi scritti ci sono numerosi aneddoti su come avesse ostentato posizioni politiche radicali più per stupire gli ascoltatori che per reale convinzione, comportamento in linea con la sua adesione al movimento Dada. Con la maturità, le sue posizioni politiche cambiarono, del fatto che il movimento surrealista andò trasformandosi sotto la guida di Breton, che - si dice - abbia estromesso Dalí solo sulla base delle sue posizioni politiche.
Allo scoppio della guerra civile spagnola tra i golpisti franchisti e i repubblicani, Dalí sfuggì ai combattimenti, rifiutando di allinearsi con alcuno degli schieramenti. Dopo la seconda guerra mondiale, George Orwell lo criticò per essere fuggito come un topo dalla nave che affondava non appena la Francia era stata in pericolo dopo che il pittore vi aveva prosperato per anni:
(George Orwell)

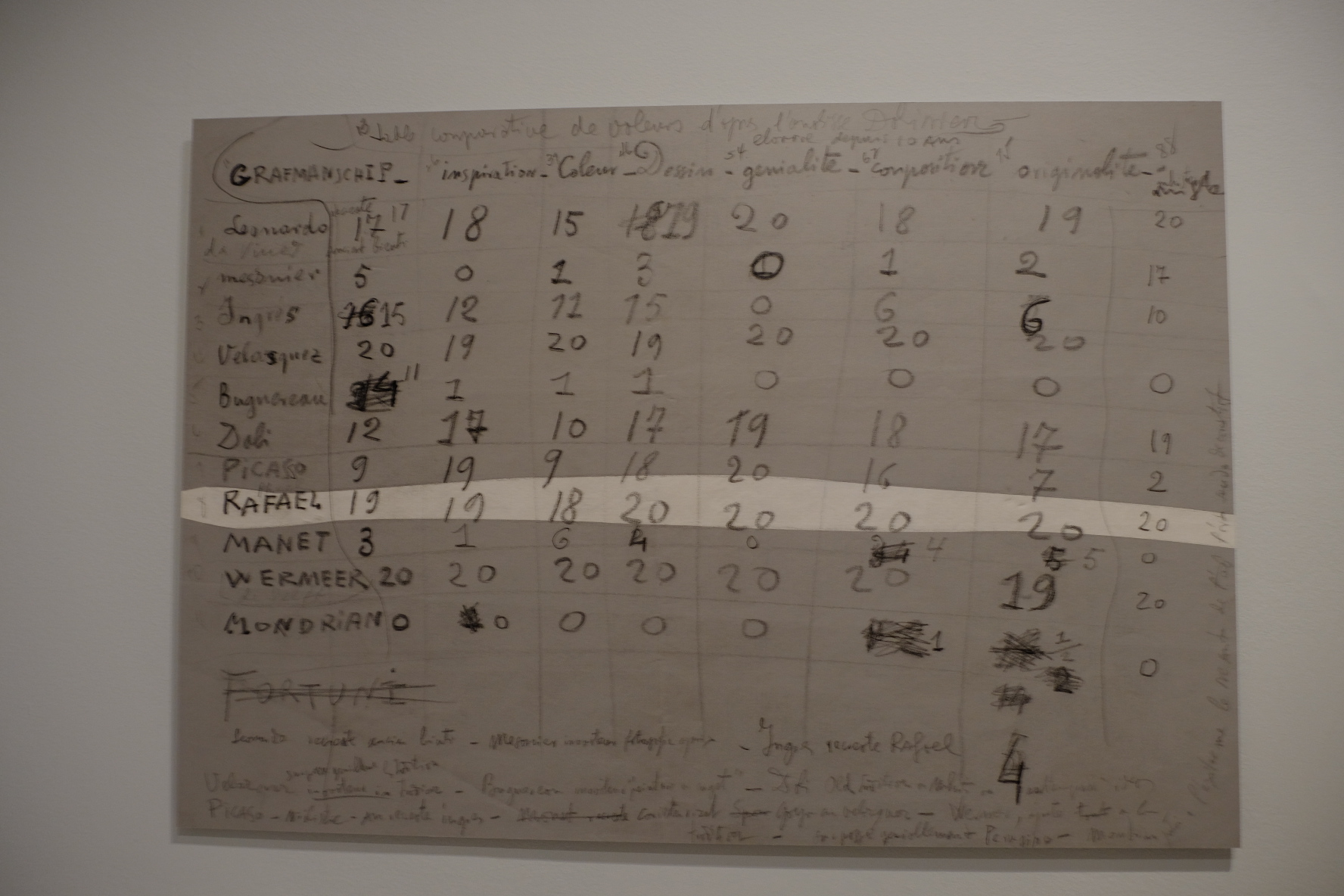
Voti dati agli artisti in un taccuino di Dalí presso il Museo di Figueres

Dopo il ritorno in Catalogna alla fine della guerra, Dalí si avvicinò al regime di Franco. Fece alcune dichiarazioni di sostegno al regime, ad esempio ricordando il fondatore della Falange José Antonio Primo de Rivera e si congratulò con Franco per le sue azioni intese a ripulire la Spagna dalle forze distruttive. Riavvicinatosi alla fede cattolica e diventando sempre più religioso con il passare del tempo, Dalí con tale frase potrebbe essersi riferito ai comunisti, ai socialisti e agli anarchici. Dalí inviò dei telegrammi a Franco, lodandolo per aver firmato le condanne a morte per molti prigionieri e incontrò personalmente il dittatore realizzando inoltre il ritratto della nipotina. È impossibile stabilire quanto i suoi omaggi a Franco fossero sinceri o quanto frutto della sua stravaganza ed eccentricità; una volta mandò un telegramma anche al Conducător della Romania, il comunista Nicolae Ceaușescu prodigandosi in lodi e omaggi per la sua decisione di adottare uno scettro da re come simbolo del suo potere. Il quotidiano romeno Scînteia pubblicò il messaggio senza sospettare che potesse trattarsi di una beffa, come in effetti era. Fece d'altra parte anche gesti di aperta disobbedienza nei confronti del regime, come continuare a lodare Federico García Lorca anche durante gli anni in cui le opere del poeta in Spagna erano messe al bando.
Tra le diverse stravaganti affermazioni o provocazioni, Dalí sostenne anche di preferire la monarchia assoluta a una monarchia costituzionale, di essere contro la libertà e a favore della Santa Inquisizione in occasione dell'esecuzione di quattro terroristi baschi dell'ETA nel 1975. Il giornalista Mick Brown, che trascorse un intero fine settimana con Dalí nel 1973, sostenne che descrisse così il suo sistema politico ideale: quello di un re che governa il paese con la forza e pone fine all'anarchia! Un sovrano, il più autoritario possibile, con una corona decorativa e simbolica che compaia su tutte le copertine di tutte le riviste. Nel suo libro del 1970, Dalí by Dalí, si autodefinì anarchico e monarchico, suscitando il dibattito su che cosa in effetti sia l'anarco-monarchia; questa affermazione fu ripetuta da Dalí durante un incontro col re Juan Carlos I nel 1981. In vecchiaia si definì un mistico cattolico e contemporaneamente un agnostico, mostrando nuovamente un approccio dualistico; mostrò interesse per la teoria del Punto Omega, elaborata dal gesuita e paleontologo evoluzionista Pierre Teilhard de Chardin.
In ogni caso, egli fu un vero personaggio e la sua immagine, con l'onnipresente mantello, il bastone da passeggio, l'espressione altezzosa o con gli occhi spalancati e nelle foto e i baffi fissati con la brillantina e spesso all'insù, permane nell'immaginario collettivo. Resta famosa la sua affermazione:
(Salvador Dalí)

## Opere
Nel corso della sua carriera Dalí realizzò più di 1.500 dipinti, oltre a illustrazioni per: libri, litografie, scenografie e costumi teatrali, disegni, sculture e svariate altre opere.
Il seguente elenco è pertanto incompleto e solo indicativo della copiosa produzione artistica di Dalì.
- Paesaggio vicino Figueres (1910)
- Vilabertran (1913)
- Interno olandese (1914)
- Paesaggio fluviale (1916)
- Cadaqués (1917)
- Anatra (1918)
- Autoritratto nello studio (1919)
- Cadaqués-Il giardino del Llane (1919)
- Autoritratto con collo di Raffaello (1920)
- Ritratto del violoncellista Ricardo Pichot (1920)
- Ritratto di mio padre (1920-1921)
- Autoritratto (1921 circa)
- Madrid-Architettura e pioppi (1922)
- Orcio (1922-1923)
- Bagnanti della Costa Brava (Bagnanti di Llané) (1923)
- Autoritratto cubista (1923)
- Il bambino malato – Autoritratto a Cadaqués (1923 circa)
- Ritratto di mia sorella e figura picassiana contrapposta (1923-1924)
- Natura morta (1924)
- Anna Maria (1924)
- Ritratto di Luis Buñuel (1924)
- Port Alguer (1924)
- Ragazza alla finestra (Muchacha en la ventana) (1925)
- Ritratto di mio padre (1925)
- Venere e amorini (1925)
- Donna sdraiata (1926)
- Accademia neo-cubista-Composizione con tre figure (1926)
- Donna davanti agli scogli (Penya-Segats) (1926)
- Cestino di pane (1926)
- Apparecchio e mano (1926-27)
- Bagnante (1928)
- Il grande masturbatore (1929)
- Monumento imperial a la mujer niña (1929)
- Gioco lugubre (1929)
- Il rabarbaro e il seno (1929)
- Donna-cavallo paranoica (1930)
- La persistenza della memoria (1931)
- Allucinazione diurna-ombra di un pianoforte che si avvicina (1931)
- Sei apparizioni di Lenin su un pianoforte (1931)
- La nascita dei desideri liquidi (1932)
- Architettura surrealista (1932)
- Burocrate medio atmosferocefalo munge un'arpa cranica (1933)
- Busto femminile retrospettivo (1933)
- Mia cugina Carolinetta sulla spiaggia a Rosas (1934)
- Reminiscenza archeologica dell'Angelus di Millet (1935)
- Giraffa in fiamme (1935)
- Donna con testa di rose (1935)
- Viso paranoico (1935)
- Apparizione della città di Delft (1936)
- Morbida costruzione con fagioli bolliti: premonizione di guerra civile (1936)
- Cigni che riflettono elefanti (1937)
- Anatomie-Serie di decalcomanie (1937)
- Giraffa in fiamme (1937)
- Metamorfosi di Narciso (1936-1937)
- Afgano invisibile con apparizione sulla spiaggia del volto di García Lorca in forma di fruttiera con tre fichi (1938)
- L'enigma senza fine (1938)
- Apparizione del volto e del piatto di frutta sulla spiaggia (1938)
- L'enigma di Hitler (1939)
- Ballerina - Testa di morto (1939)
- Shirley Temple, il più giovane mostro sacro del cinema (1939)
- Due pezzi di pane esprimono il sentimento dell'amore (1940)
- Il volto della guerra (1940)
- Allegoria dell'aria del tramonto (1941)
- Allegoria di un Natale americano (1943)
- Bambino geopolitico osservante la nascita di un uomo nuovo (1943)
- Danza-Le sette arti (1944)
- Sogno causato dal volo di un'ape intorno a una melagrana un attimo prima del risveglio (1944)
- Apoteosi di Omero (1945)
- Ritratto di Mrs. Isabel Styler-Tas (1945)
- Composizione-Ritratto di Miss Eva Kolsman (1946)
- La tentazione di Sant'Antonio (1946)
- Battaglia intorno a un dente di leone (1947)
- Ritratto di Miss. Mary Sigall (1948)
- La Turbie-Sir James Dunn seduto (1949)
- Leda atomica (1949)
- Madonna di Port Lligat (1949)
- Madonna di Port Lligat (1950)
- Cristo di San Giovanni della Croce (1951)
- Dalí nudo in contemplazione davanti a cinque corpi regolari metamorfizzati in corpuscoli, nei quali appare improvvisamente Leda di Leonardo cromosomatizzata nel viso di Gala
- Galatea con sfere (1952)
- Orologio molle al momento della prima esplosione (1954)
- Corpus Hypercubus (Crocifissione) (1954)
- Vergine autosodomizzata dalla sua castità (1954)
- L'Ultima Cena (1955)
- Corna blu (1955)
- Assunta antiprotonica (1956)
- Assunta Canaveral (1956)
- Cavalcata celeste (1957)
- Dioniso sputa l'immagine completa di Cadaqués sulla punta della lingua di una donna a tre ripiani (1958)
- Metamorfosi del volto di Hitler in un paesaggio al chiaro di luna (1958)
- La scoperta dell'America da parte di Cristoforo Colombo (1958)
- Donna che si sveste (1959)
- A proposito del 'Discorso sulla forma cubica' di Juan de Herrera (1960)
- Arabi-Studio per 'La battaglia di Tetuán' (1961)
- Arabo (1962)
- Arabi acidodesossiribonucleici (1963)
- Madonna Sistina (Orecchio di papa Giovanni) (1963)
- Paesaggio con mosche (1964)
- Crocifissione - Dedica per Gala dal divino Dalí (1965)
- Tavole del Padre Nostro (1965)
- Mosè e il Faraone (1966)
- La pesca del tonno (1967)
- Ascensione (1968)
- Illustrazioni per Alice nel Paese delle Meraviglie di Lewis Carroll, Mecenas Press, New York (1969)
- Capo Creus con nudi (1970)
- I cavalli di Dalí (1971)
- Autoritratto - Fotomontaggio con il famoso Mao-Marilyn creato da Philippe Halsman (1972)
- Dalí di spalle dipinge Gala di spalle, eternizzata da sei cornee virtuali provvisoriamente riflessi da sei specchi veri (1973)
- Hitler si masturba (1973)
- Esplosione della fede mistica nel mezzo di una cattedrale (1960-74)
- Gala guarda il mar Mediterraneo che a venti metri si trasforma in ritratto di Abramo Lincoln - Omaggio a Rothko (due versioni, 1975 e 1976)
- Opera per il deambulatorio del museo Dalí (1977)
- Allegoria della primavera (1978)
- Alla ricerca della quarta dimensione (1979)
- Arabi (1980)
- Amphitrite (1981)
- Architettura e calligrafia catastrofiforme (1982)
- Contorsione topologica di figura femminile (1983)
- La coda di rondine (1983), considerato l'ultimo dipinto completato attendibile

## Musei
- Dalí Universe a Matera - “la persistenza degli opposti”
- Dalí Museum di Berlino
- Dalí Paris
- Fondazione García Lorca di Madrid
- Musée Royaux des Beaux-Arts di Bruxelles
- Museo de Arte Moderno di Barcellona \ Museu nacional d'art de Catalunya
- Museo Dalí di Figueres
- Musée des beaux-arts de Montréal
- Museo Nacional Centro de Arte Reina Sofía di Madrid
- Museum Folkwang di Essen
- Salvador Dalí Exhibition Bruges[90]
- Palazzo della cultura "Pasquino Crupi" di Reggio Calabria
- Peggy Guggenheim Collection
- Philadelphia Museum of Art
- Pinakothek der Moderne di Monaco
- Salvador Dalí Museum di Saint Petersburg
- St. Mungo Museum di Glasgow
- Tate Gallery
- The Museum of Modern Art di New York
- The Wadsworth Atheneum di Hartford
- Kunstmuseum di Basilea
- Kunstmuseum di Berna
- Museo all'aperto Bilotti di Cosenza (Museo all'aperto lungo Corso Mazzini. È presente l'opera San Giorgio e il Drago)[91]
- Museo Berardo di Lisbona (White Aphrodisiac Telephone, 1936 e Cycle Sistématique de Conferences Surrealistes "le Ying et le Yang",1935)

La più vasta collezione di opera di Dalí si trova al Teatro Museo Dalí di Figueres, in Catalogna, seguito dal Salvador Dalí Museum di Saint Petersburg in Florida, che contiene la collezione di A. Reynolds Morse & Eleanor R. Morse, composta da più di 1.500 opere. Altre collezioni significative sono quelle del Museo Nacional Centro de Arte Reina Sofía di Madrid, della Salvador Dalí Gallery a Pacific Palisades in California, dell'Espace Dalí di Parigi e del Dalí Universe di Londra.
Una delle più improbabili sistemazioni di un'opera di Dalí fu la prigione di Rikers Island a New York: per 16 anni lo schizzo di una Crocefissione donata dall'artista al carcere fu appeso nel refettorio dei reclusi finché, per sicurezza, non fu spostato nell'atrio della prigione. Il disegno è stato rubato nel marzo 2003 e non è stato recuperato.

## Scritti
- Vita segreta di Salvador Dalí (The Secret Life of Salvador Dalí, 1942), traduzione di Irene Brin, Collana Il Cammeo, Milano, Longanesi, 1949. - col titolo La mia vita segreta, Collana Il Cammeo, Longanesi, 1982; Collana Carte d'artisti n.72, Milano, Abscondita, 2006, ISBN 978-88-841-6533-6. [romanzo autobiografico]
- Volti nascosti (Visages cachés, 1944), traduzione di A. Falco Tedeschi, Collana Oscar Scrittori moderni n.1891, Milano, Mondadori, 2005, ISBN 978-88-045-4628-3. [unico romanzo]
- 50 segreti magici per dipingere (50 Secrets of Magic Craftsmanship / 50 secretos mágicos para pintar, 1948), traduzione di Monica Martignoni, Collana Carte d'artisti n.57, Milano, Abscondita, 2004, ISBN 978-88-841-6094-2.
- Il mito tragico dell'Angelus di Millet (Le Mythe tragique de l'Angelus de Millet, 1963, 1978), traduzione di Tommaso Trini, saggi di T. Trini e Armando Verdiglione, Collana Testimonianze n.17, Milano, Gabriele Mazzotta Editore, 1978; Collana Carte d'artisti n.3, Milano, Abscondita, 2000, ISBN 978-88-841-6255-7.
- Diario di un genio (Journal d'un Génie, 1964), trad. e postfazione di Fausto Gianfranceschi, note di Michel Déon, Torino, Edizioni dell'Albero, 1965. - Milano, Serra e Riva, 1981, 1989, ISBN 978-88-779-8026-7; Collana Testi e documenti n.63, Milano, SE, 1996-2024, ISBN 978-88-771-0773-2; Milano, Corriere della sera-RCS Mediagroup, 2024. [autobiografia]
- Sì. La rivoluzione paranoico-critica. L'arcangelismo scientifico (OUI. La Révolution paranoïque-critique. L'Archangelisme scientifique, 1971), traduzione di M. Manghi e L. Xella, Introduzione di Patrice Schmitt, Collana BUR Arte, Milano, Rizzoli, 1980, 2000. [scritti dal 1927 al 1968]
- Lettere a Federico. Lettere a Federico García Lorca. 1925-1936, traduzione di M.E. Caccialupi, a cura di R. Santos Torroella, Milano, Archinto, 1989, 2007, ISBN 978-88-776-8015-0.
- I cornuti della vecchia arte moderna, traduzione di E. Bonfanti, Collana Opuscula n.41, Milano, Il Nuovo Melangolo, 1991, ISBN 978-88-701-8135-7. - Collana Piccola enciclopedia n.141, Milano, SE, 2000, ISBN 978-88-771-0451-9.
- Lettere a Picasso, Milano, Archinto, 2006, ISBN 978-88-776-8468-4.
- La droga sono io. Pensieri di un eccentrico, traduzione di T. Lo Porto, Collana I timoni n.5, Roma, Castelvecchi, 2007, ISBN 978-88-761-5193-4.
- Les dîners de Gala. Cene di Gala. Il ricettario surrealista di Salvador Dalí. Ediz. illustrata, Taschen, 2016, ISBN 978-38-365-3975-3.
- Perverso e paranoico. Scritti 1927-1933, traduzione di M. Manghi e L. Xella, a cura di R. Descharnes, Collana La Cultura n.110, Milano, Il Saggiatore, 2017, ISBN 978-88-428-2396-4.
- Vins de gala, Taschen, 2017, ISBN 978-38-365-7031-2.
- Rompere le regole, Collana La piccola cultura, Milano, Il Saggiatore, 2024, ISBN 978-88-428-3420-5.

## Documentari e film su Dalí
Tra i numerosi film e documentari dedicatigli si citano i seguenti:
- Salvador Dalí di Andy Warhol (1966)
- Salvador Dalí di Jean-Christophe Averty (1970)
- Dalí di Adam Low (1986)
- Dalí di Antonio Ribas (1990)
- Pigment di Henry Coleman (1997)
- Salvador Dali - La persistence de la mémoire di Maarten Koopman (2000)
- Dalí, être Dieu di Sergi Schaaff (2002)
- Surrealissimo: The Trial of Salvador Dali di Richard Curson Smith (2002)
- Salvador Dalì: Live to Not Die di Carmen Páez (2004)
- The Death of Salvador Dali di Delaney Bishop (2005)
- Dirty Dalí: A Private View di Guy Evans (2007)
- Little Ashes di Paul Morrison (2009)
- Dalíland di Mary Harron (2022)

Dalí è inoltre uno dei personaggi principali del film fantastico del 2001, diretto da Carlos Saura, Buñuel e la tavola di re Salomone, in cui è interpretato dall'attore Ernesto Alterio.